# Defibrilátor

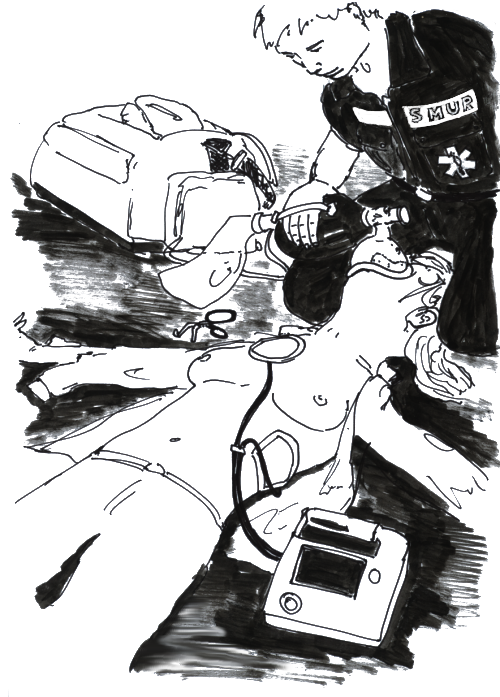
Kardiopulmonární resuscitace, defibrilátor připojen elektrodami na tělo pacienta

Defibrilátor je lékařský přístroj používaný k defibrilaci, tedy zrušení fibrilace srdečních komor při kardiopulmonární resuscitaci. Defibrilátor je schopný elektrickým výbojem obnovit správnou činnost srdce. Při komorové tachykardii či fibrilaci komor není srdce schopno plnit svou funkci kvůli nekoordinovaným stahům. V těchto případech se defibrilací přeruší tento nezdravý stav pomocí silného elektrického výboje, aby se následně srdce mohlo pravidelně rozběhnout. Aby mohla být defibrilace úspěšná, musí být srdce schopno samostatné činnosti – nesmí být například příliš poškozeno infarktem.

## Historie
Studium fibrilace a defibrilace se začalo rozvíjet již v 19. století. Tehdy se zjistilo, že fibrilaci je možné indukovat působením střídavého proudu na srdce. V roce 1899 fyziologové Jean-Louis Prévost a Frederic Batelli objevili, že silnější stejnosměrný elektrický výboj zastaví fibrilaci, a pak se objeví sinusový (normální) rytmus. Bohužel se tomuto objevu nedostalo dostatečné pozornosti, nicméně později byl potvrzen a zkoumán v mnoha zemích. První defibrilace, která zachránila lidský život, byla provedena hrudním chirurgem Claudem S. Beckem v roce 1947. Díky tomuto úspěchu byla tato metoda přijata a byly položeny základy klinického výzkumu defibrilace.

## Rozdělení defibrilátorů
Některé přístroje kombinují vlastnosti manuálních i automatizovaných defibrilátorů, umožňují externí kardiostimulaci, monitoraci EKG, saturace a podobně.

### Manuální defibrilátory
Manuální defibrilátory jsou používány ve zdravotnických zařízeních a musí je obsluhovat pouze proškolený personál. Většinou jsou kombinované s EKG pro vyhodnocení srdečního rytmu. Vyhodnocení nutnosti defibrilace provádí lékař a také nastavuje příslušnou sílu výboje. Manuální defibrilátory se člení na dva typy, interní a externí. Interní defibrilátory se využívají pro přímou defibrilaci, což je invazivní metoda, při které se aplikuje výboj přímo do srdečního svalu.

### Implantabilní kardiovertery

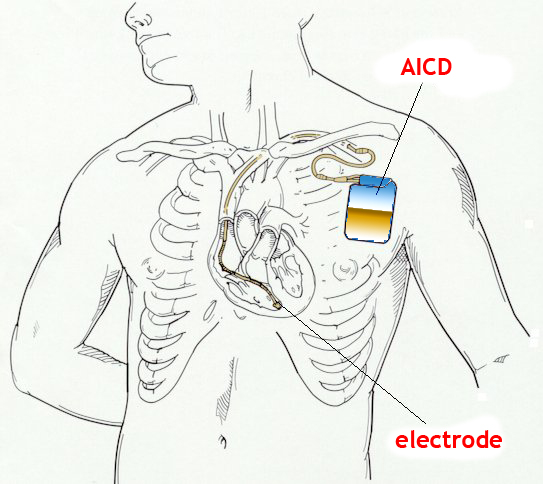
Přístroj je voperován pod kůži, elektroda je zavedena do srdce

ICD (Implantable cardioverter-defibrillator) je defibrilátor, který se implantuje pacientům, kteří jsou kvůli onemocnění srdce ohrožení na životě. ICD sám vyhodnotí nutnost podání výboje.

### Automatizované defibrilátory
Automatizované externí defibrilátory (AED) jsou defibrilátory optimalizované pro širokou veřejnost, která by za jejich pomoci měla být schopná poskytnout efektivnější kardiopulmonální resuscitaci. V cizině[kde?] jsou tyto přístroje běžně rozmístěny, avšak v České republice prozatím[kdy?] nedošlo k jejich rozšíření a veřejnost nebyla s použitím AED dostatečně seznámena.

## Defibrilace
Defibrilace je léčebná metoda, která využívá elektrického proudu ke zvrácení fibrilace komor (zhoubné srdeční arytmie), jež by bez zásahu nevyhnutelně vedla ke smrti. Přístroj, kterým se podává elektrický výboj, se jmenuje defibrilátor.
Příčinou náhlé zástavy oběhu je asi z 80 % ischemická choroba srdeční.[zdroj?] Nejčastěji zachyceným srdečním rytmem na místě příhody je pak obávaná fibrilace komor. Tuto zhoubnou maligní arytmii můžeme úspěšně léčit elektrickým výbojem (defibrilací) podaným právě pomocí automatizovaného externího defibrilátoru (AED).
Kardioverze je úkon, kdy za pomoci elektrického výboje dochází ke stabilizaci srdečního rytmu. Provádí se po uvedení pacienta do krátkodobé narkózy.

### Princip
Komorová (ventrikulární) fibrilace (též míhání komor) je závažná porucha srdečního rytmu, spojená s bezvědomím a rizikem úmrtí. Spočívá v chaotické činnosti jednotlivých svalových buněk myokardu, při níž nedochází k účinné kontrakci srdce vedoucí k vypuzení krve. Projevuje se typickým obrazem na EKG. Může být způsobena ischemickou chorobou srdeční, úrazem elektrickým proudem, poruchami vnitřního prostředí (zejména koncentrace draslíku) a dalšími příčinami. Fibrilaci komor není možné bez EKG záznamu rozpoznat, proto je potřeba se řídit zásadami kardiopulmonální resuscitace.
Při defibrilaci prochází elektrický výboj pacientovým myokardem, čímž způsobí depolarizaci všech jeho vláken (dojde k jejich synchronizaci), po níž by se měl obnovit normální rytmus.
Defibrilace vyžaduje dostatek elektrické energie, aby došlo k očekávanému efektu. Není-li dodaná energie dostatečná, je nutné výboj opakovat. Ideální je taková energie, která zvrátí fibrilaci napoprvé, neboť každý výboj myokard poškozuje. Procházející proud může být buď stejnosměrný (monofazické defibrilátory), nebo se polarita v polovině periody obrací (bifazické defibrilátory). Bifazické defibrilátory jsou preferovány, protože umožňují použití nižší (asi poloviční) energie. Energie výboje se udává v joulech.
Úder do hrudníku, někdy popisovaný jako alternativa defibrilace, má sporný přínos.

### Provedení
Defibrilaci lze provádět buď přímo (při operaci na otevřeném srdci nebo implantabilními defibrilátory – viz dále) nebo nepřímo (elektrodami přiloženými na povrch hrudníku za použití vyšší energie). Elektrody se na hrudník umisťují do standardních pozic: nejčastěji vpravo pod pravý klíček a vlevo přibližně do 5. mezižebří ve střední axilární čáře. Před použitím se elektrody natírají vhodným gelem nebo se mezi elektrody a pacientovu kůži vkládají gelové pláty (to neplatí v případě nalepovacích elektrod). Během podávání výboje se pacienta nesmí nikdo dotýkat vzhledem k riziku úrazu elektrickým proudem.
Defibrilaci je třeba provést co nejdříve, protože s časem pravděpodobnost přežití klesá. Je-li výboj podán do 3 minut od kolapsu, je pravděpodobnost přežití asi 75 %.